# کنستانتین چرنینکو
کنستانتین اوستینوویچ چِرنینکو (به روسی: Константин Устинович Черненко) (به انگلیسی: Konstantin Ustinovich Chernenko) (زادهٔ ۲۴ سپتامبر ۱۹۱۱ – درگذشتهٔ ۱۰ مارس ۱۹۸۵) سیاست‌مدار اوکراینی اهل اتحاد جماهیر شوروی و هفتمین رهبر دفاکتو اتحاد جماهیر شوروی بود؛ او از تاریخ ۱۳ فوریهٔ ۱۹۸۴ تا زمان مرگش در ۱۰ مارس ۱۹۸۵ رهبری اتحاد جماهیر شوروی را بر عهده داشت.
کُنْسْتانْتین چرنینکو رهبر اتحاد جماهیر شوروی در ۲۴ سپتامبر ۱۹۱۱ در خانواده‌ای بی‌بضاعت در روستایی در سیبری به دنیا آمد. وی پس از طی تحصیلات خود، در ۱۸ سالگی مسئول سازمان جوانان حزب کمونیست شوروی شد و دو سال بعد به عضویت این حزب درآمد. وی مدت ۲۰ سال از اعضای برجسته دفتر سیاسی حزب کمونیست شوروی بود و بعدها به دبیر کلی آن رسید. از چرنینْکو به عنوان مردی اسرارآمیز و خجول که به افکار و عقاید برژنف سخت پای‌بند بود، یاد می‌شود. وی هم‌چنین میخائیل گورباچف که مسئولیت نظارت بر امور کشاورزی شوروی را برعهده داشت تا رتبه دومین مقام این کشور ارتقاء داد و دست‌یابی وی را به عالی‌ترین مقام در اتحاد جماهیر شوروی را ممکن نمود. چرنینکو در تمام طول دوران زمام‌داری بِرژنِف در تمامی کنفرانس‌های بین‌المللی نزدیک‌ترین همراه او بود و به همین سببْ محافل غرب وی را سایه بِرژنِف نامیده بودند. چرنینکو پس از مرگ بِرِژْنِف و آندروپُوف به ریاست شورای عالی اتحاد جماهیر شوروی منصوب گردید و پس از ۱۳ ماه زمام‌داری در ۱۰ مارس ۱۹۸۵ در سن ۷۳ سالگی درگذشت. پس از مرگ چرنینکو، میخائیل گورباچف آخرین رهبر اتحاد جماهیر شوروی سابق به جانشینی او انتخاب شد.

## نگارخانه

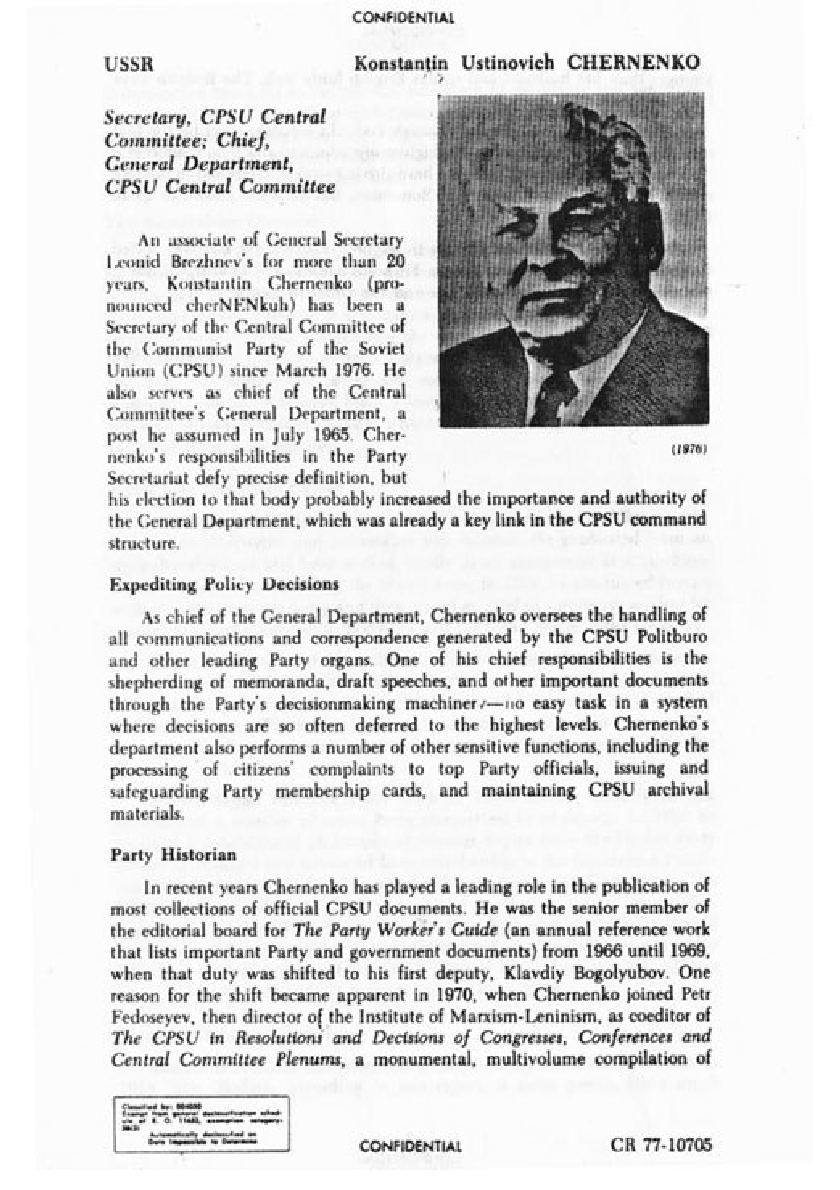
بخشی از گزارش CIA در مورد چرنینکو، بررسی شده در سفارت آمریکا در ایران